# Breux-sur-Avre
Pour les articles homonymes, voir Breux et Avre.
Breux-sur-Avre est une commune française située dans le département de l'Eure, en région Normandie.

## Géographie

### Localisation
| L'Hosmes           | Grandvilliers (par un angle)      | Droisy |
| Tillières-sur-Avre | Breux-sur-Avre                    | Acon   |
|                    | Bérou-la-Mulotière (Eure-et-Loir) |        |

### Hydrographie
La commune est située dans le bassin Seine-Normandie. Elle est drainée par l'Avre, deux bras de l'Avre et divers autres petits cours d'eau,.
L'Avre, d'une longueur de 80 km, prend sa source dans la commune de Tourouvre au Perche et se jette  dans l'Eure en limite de Montreuil et de Saint-Georges-Motel, après avoir traversé 29 communes. Les caractéristiques hydrologiques de l'Avre sont données par la station hydrologique située sur la commune d'Acon. Le débit moyen mensuel est de 2,59 m3/s. Le débit moyen journalier maximum est de 22,4 m3/s, atteint lors de la crue du 13 janvier 1993. Le débit instantané maximal est quant à lui de 24,3 m3/s, atteint le même jour.

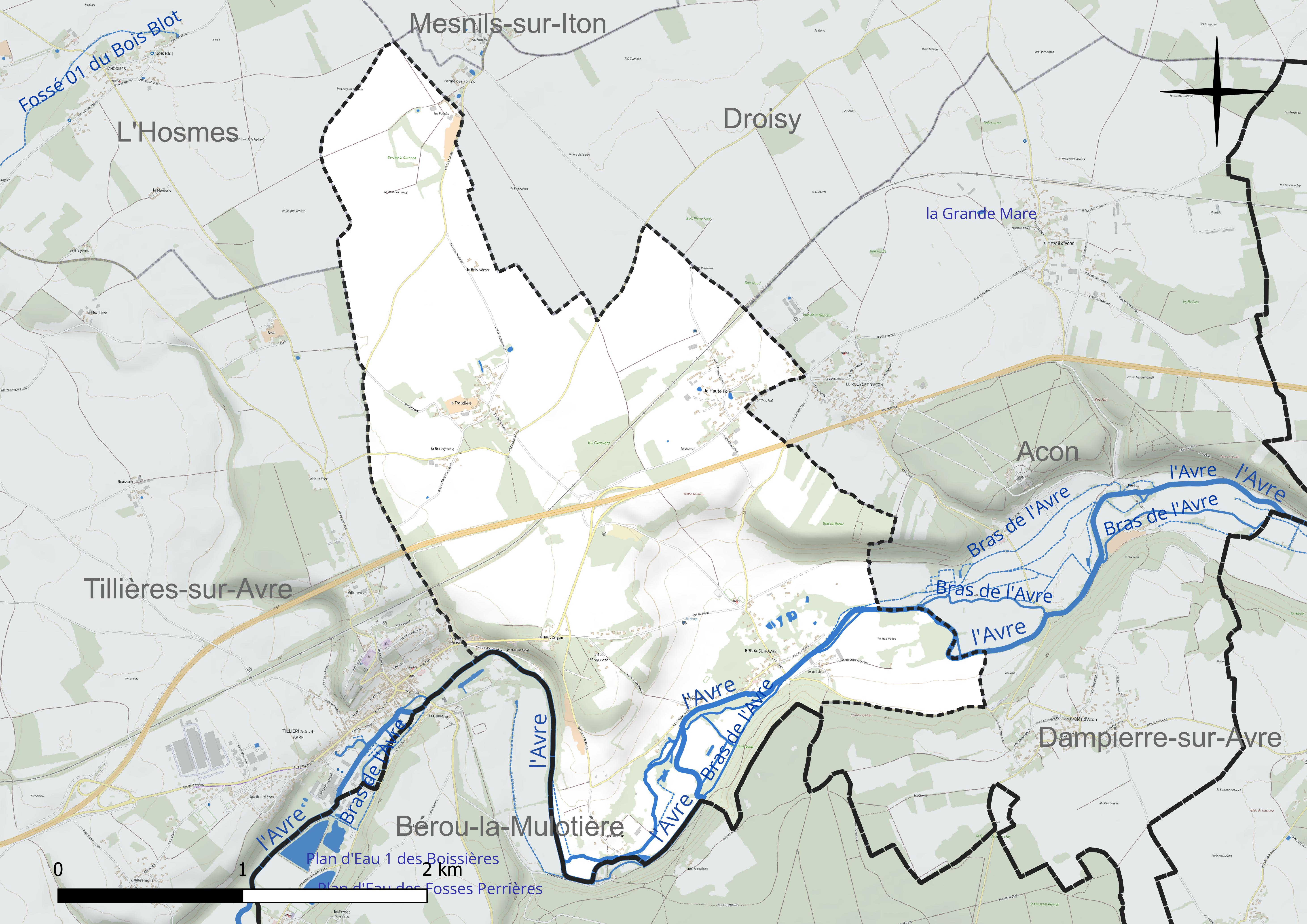
Réseau hydrographique de Breux-sur-Avre.

### Climat
Pour des articles plus généraux, voir Climat de la Normandie et Climat de l'Eure.
En 2010, le climat de la commune est de type climat océanique dégradé des plaines du Centre et du Nord, selon une étude du CNRS s'appuyant sur une série de données couvrant la période 1971-2000. En 2020, Météo-France publie une typologie des climats de la France métropolitaine dans laquelle la commune est dans une zone de transition entre le climat océanique et le climat océanique altéré et est dans la région climatique  Sud-ouest du bassin Parisien, caractérisée par une faible pluviométrie, notamment au printemps (120 à 150 mm) et un hiver froid (3,5 °C).
Pour la période 1971-2000, la température annuelle moyenne est de 10,4 °C, avec  une amplitude thermique annuelle de 14,5 °C. Le cumul annuel moyen de précipitations est de 621 mm, avec 10,6 jours de précipitations en janvier et 8,1 jours en juillet. Pour la période 1991-2020, la température moyenne annuelle observée sur la station météorologique la plus proche, située sur la commune de Piseux à 8 km à vol d'oiseau, est de 11,3 °C et le cumul annuel moyen de précipitations est de 676,7 mm,. Pour l'avenir, les paramètres climatiques de la commune estimés pour 2050 selon différents scénarios d’émission de gaz à effet de serre sont consultables sur un site dédié publié par Météo-France en novembre 2022.

## Urbanisme

### Typologie
Au 1er janvier 2024, Breux-sur-Avre est catégorisée commune rurale à habitat dispersé, selon la nouvelle grille communale de densité à 7 niveaux définie par l'Insee en 2022.
Elle est située hors unité urbaine et hors attraction des villes,.

### Occupation des sols
L'occupation des sols de la commune, telle qu'elle ressort de la base de données européenne d’occupation biophysique des sols Corine Land Cover (CLC), est marquée par l'importance des territoires agricoles (76 % en 2018), une proportion sensiblement équivalente à celle de 1990 (76,1 %). La répartition détaillée en 2018 est la suivante : 
terres arables (58,7 %), forêts (10,7 %), zones agricoles hétérogènes (10,3 %), milieux à végétation arbustive et/ou herbacée (9,6 %), prairies (7 %), zones urbanisées (3,7 %). L'évolution de l’occupation des sols de la commune et de ses infrastructures peut être observée sur les différentes représentations cartographiques du territoire : la carte de Cassini (XVIIIe siècle), la carte d'état-major (1820-1866) et les cartes ou photos aériennes de l'IGN pour la période actuelle (1950 à aujourd'hui).

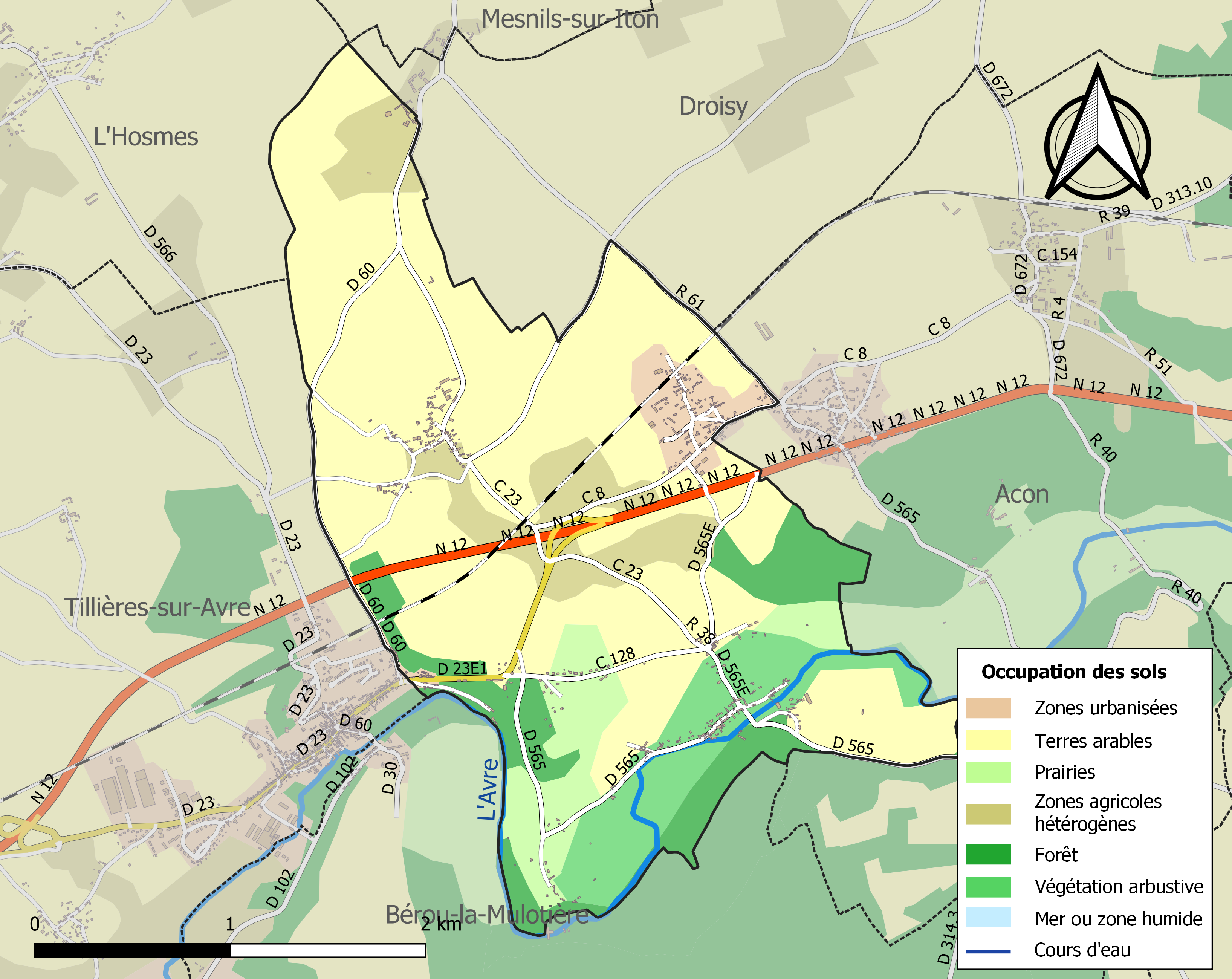
Carte des infrastructures et de l'occupation des sols de la commune en 2018 (CLC).

## Toponymie
Le nom de la localité est attesté sous les formes Breolium et Breolio en 1204, Boelcium en 1211, Breel en 1270 (charte de Saint-Étienne de Renneville), Brolii en 1286 (chartes de la Noë), Brueil en 1454, Brieux en 1518 (Monteil).
Dérivé du mot gaulois brogi, le mot bas-latin brogilus a le sens de « petit bois enclos ».
Breux prend le nom de Breux-sur-Avre en 1936.
L'Avre est une rivière qui prend sa source dans la région naturelle du Perche. Elle sert de frontière naturelle entre les régions Normandie et Centre-Val de Loire. L'Avre est un affluent en rive gauche de l'Eure.

## Politique et administration
| Période                                  | Période  | Identité    | Étiquette | Qualité                    |
| ---------------------------------------- | -------- | ----------- | --------- | -------------------------- |
| mars 2008                                | 2014     | Bruno Leroy |           |                            |
| mars 2014                                | En cours | Joël Adrian | SE        | Retraité de l'enseignement |
| Les données manquantes sont à compléter. |          |             |           |                            |

## Démographie
Les Bréoliens y résident.
L'évolution du nombre d'habitants est connue à travers les recensements de la population effectués dans la commune depuis 1793. Pour les communes de moins de 10 000 habitants, une enquête de recensement portant sur toute la population est réalisée tous les cinq ans, les populations de référence des années intermédiaires étant quant à elles estimées par interpolation ou extrapolation. Pour la commune, le premier recensement exhaustif entrant dans le cadre du nouveau dispositif a été réalisé en 2004.

En 2022, la commune comptait 336 habitants, en évolution de −2,61 % par rapport à 2016 (Eure : −0,25 %, France hors Mayotte : +2,11 %).
| 1793 | 1800 | 1806 | 1821 | 1831 | 1836 | 1841 | 1846 | 1851 |
| ---- | ---- | ---- | ---- | ---- | ---- | ---- | ---- | ---- |
| 499  | 534  | 534  | 474  | 536  | 538  | 518  | 502  | 525  |

| 1856 | 1861 | 1866 | 1872 | 1876 | 1881 | 1886 | 1891 | 1896 |
| ---- | ---- | ---- | ---- | ---- | ---- | ---- | ---- | ---- |
| 530  | 501  | 501  | 438  | 446  | 386  | 407  | 352  | 348  |

| 1901 | 1906 | 1911 | 1921 | 1926 | 1931 | 1936 | 1946 | 1954 |
| ---- | ---- | ---- | ---- | ---- | ---- | ---- | ---- | ---- |
| 346  | 327  | 344  | 340  | 326  | 336  | 321  | 289  | 255  |

| 1962 | 1968 | 1975 | 1982 | 1990 | 1999 | 2004 | 2006 | 2009 |
| ---- | ---- | ---- | ---- | ---- | ---- | ---- | ---- | ---- |
| 234  | 198  | 201  | 208  | 218  | 293  | 302  | 305  | 357  |

| 2014 | 2019 | 2022 | - | - | - | - | - | - |
| ---- | ---- | ---- | - | - | - | - | - | - |
| 347  | 338  | 336  | - | - | - | - | - | - |

## Culture locale et patrimoine

### Lieux et monuments
- Église Saint-Germain du XVe siècle

## Héraldique
| Blason de Breux-sur-Avre | Blason  | Coupé: au 1er de sinople au chêne d'or à dextre et à la bêche d'argent, emmanchée d'or, le fer en bas à senestre, au 2e de gueules à deux léopards d'or armés et lampassés d'azur , l'un au-dessus de l'autre; à la fasce ondée couse d'azur et chargée de deux burelles ondées d'argent, brochant sur la partition. |
| Blason de Breux-sur-Avre | Détails | La fasce ondée représente l'Avre. Les deux léopards sur champ de gueules rappellent les armoiries de la Normandie. Le statut officiel du blason reste à déterminer. |